# Wagneria theodori
Wagneria theodori là một loài ruồi trong họ Tachinidae.